# Elis Isufi
Elis Isufi (* 21. Mai 2000 in Pratteln) ist ein schweizerisch-albanischer Fussballspieler.

## Karriere

### Verein
Isufi begann seine Laufbahn beim FC Pratteln, bevor er in die Jugend des FC Basel wechselte. Zur Saison 2018/19 wurde er in das Kader der zweiten Mannschaft befördert. Am 8. August 2018, dem 2. Spieltag, gab er beim 1:1 gegen den Yverdon-Sport FC sein Debüt für die Reserve des FCB in der drittklassigen Promotion League, als er in der 83. Minute für Konstantinos Dimitriou eingewechselt wurde. Er avancierte zum Stammspieler der zweiten Mannschaft und kam bis Saisonende zu 19 Einsätzen in der dritthöchsten Schweizer Spielklasse. 
2019/20 spielte er 15-mal für die FCB-Reserve, wobei er ein Tor erzielte. Zudem debütierte er am 4. Juli 2020, dem 28. Spieltag, beim 2:0 gegen Neuchâtel Xamax für die erste Mannschaft in der erstklassigen Super League, als er in der Startelf stand. Bis zum Ende der Saison absolvierte er sechs Ligapartien für die Profis. Ausserdem bestritt er im Februar 2020 beim 1:0 gegen APOEL Nikosia aus Zypern ein Spiel im Sechzehntelfinal der UEFA Europa League; der FCB schied schlussendlich im Viertelfinal gegen den ukrainischen Verein Schachtar Donezk aus. Im Schweizer Cup wurde er zweimal eingesetzt; Basel erreichte den Final, das man mit 1:2 gegen den Meister BSC Young Boys verlor.
2020/21 kam er nur zu sechs Partien für die zweite Mannschaft in der Promotion League, in denen er ein Tor schoss.
Daraufhin schloss er sich zur Spielzeit 2021/22 dem Zweitligisten SC Kriens an.

### Nationalmannschaft
Isufi spielte zwischen 2014 und 2019 insgesamt 29-mal für Schweizer U-Nationalmannschaften, wobei er vier Treffer erzielte.